# Ingegneria sismica

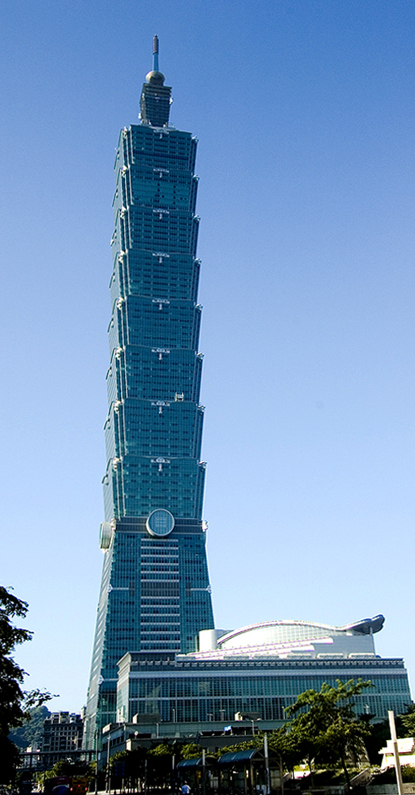
Taipei 101, dotato di tuned mass damper, Taipei, Taiwan

L'ingegneria sismica è una branca o specializzazione dell'ingegneria civile che studia la risposta meccanica delle strutture ai sismi e le metodologie o tecniche per la progettazione di costruzioni con criteri antisismici al fine di ridurne la vulnerabilità sismica, quindi il rischio in caso di evento sismico, oppure per adeguare a un grado di sicurezza maggiore sulle strutture già realizzate, ma non più conformi alle normative antisismiche elaborate o aggiornate successivamente alla data della costruzione.
Il primo regolamento antisismico d'Europa nacque nel Regno di Napoli per volontà dei Borbone, dopo il terribile terremoto della Calabria meridionale del 1783.
Le tecniche antisismiche adottate sono le uniche in grado di assicurare, anche in maniera efficace, una protezione preventiva dei danni materiali e dell'incolumità fisica delle persone diversamente dagli studi scientifici, teorici e anche sperimentali di previsione dei sismi, studi che sono ancora in fase di sviluppo, ma che tuttavia non agiscono sulla limitazione dei danni né incidono sul pericolo sismico. Dopo aver ipotizzato un modello teorico su cui basare la progettazione, possono essere utilizzati vari metodi per minimizzare i danni, tra cui:
- diminuzione della massa del fabbricato
- adozione di nuclei di irrigidimento come setti, vani ascensore, vani scale, che tendono ad assorbire le azioni orizzontali essendo rigidamente collegati al resto della struttura. Le masse strutturali vanno distribuite con particolare accortezza e, in fase di progettazione, occorre provvedere ad attente verifiche.
- adozione del criterio della gerarchia delle resistenze: si studia la struttura in modo che le cerniere plastiche si formino nelle travi prima che nei pilastri (pilastro forte - trave debole) in modo tale che il meccanismo di collasso venga attivato dopo la formazione di moltissime cerniere plastiche

## Descrizione

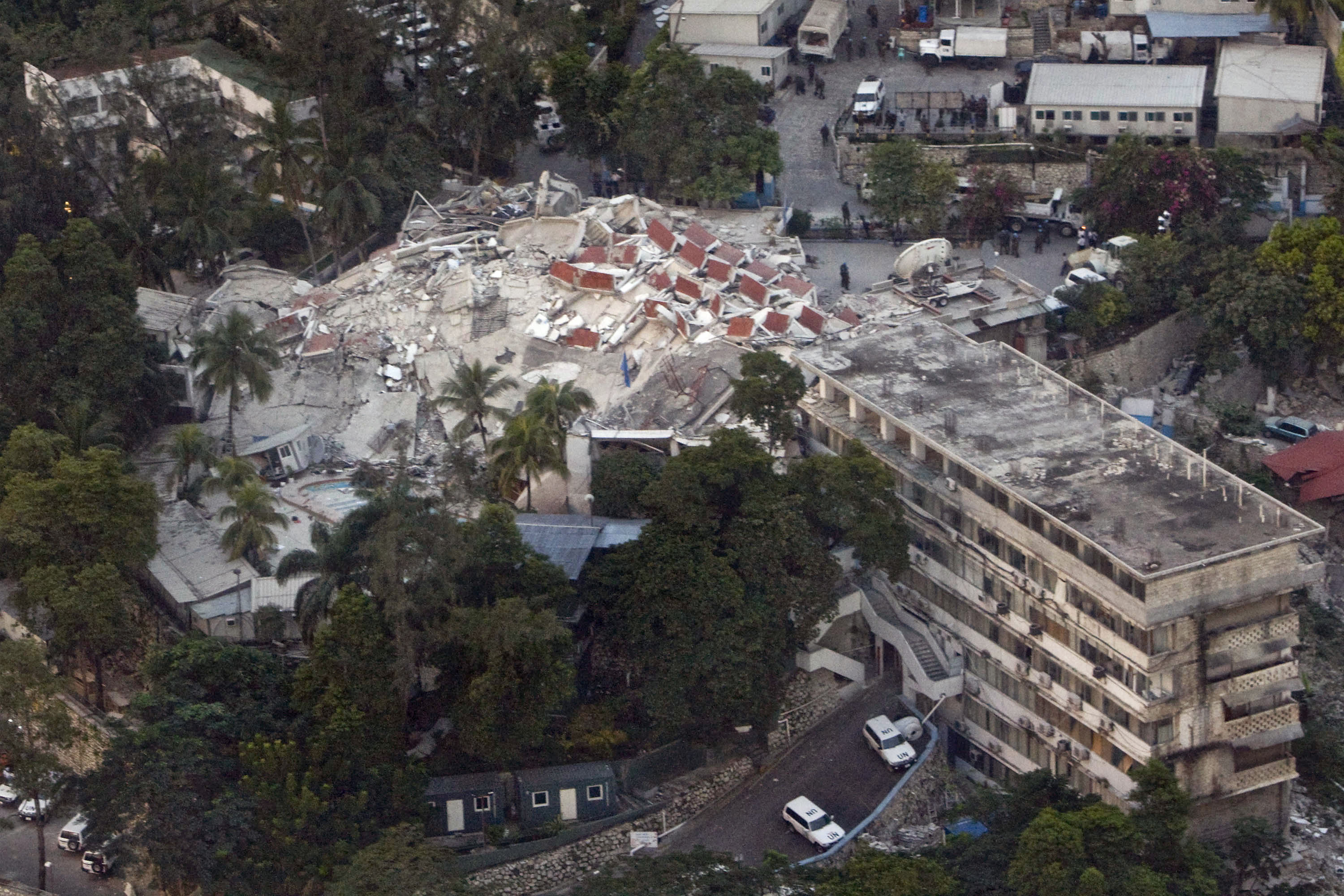
La sede dell'ONU a Port-au-Prince, Haiti non ha potuto evitare il collasso parziale durante il terremoto del 12 gennaio 2010.

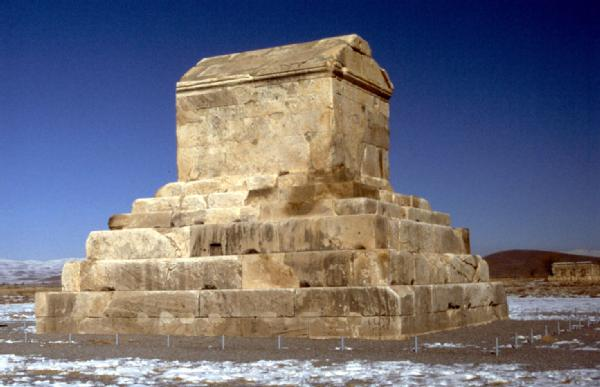
La tomba di Ciro il Grande a Pasargade, la più antica struttura isolata alla base nel mondo, Persia, VI secolo a.C.

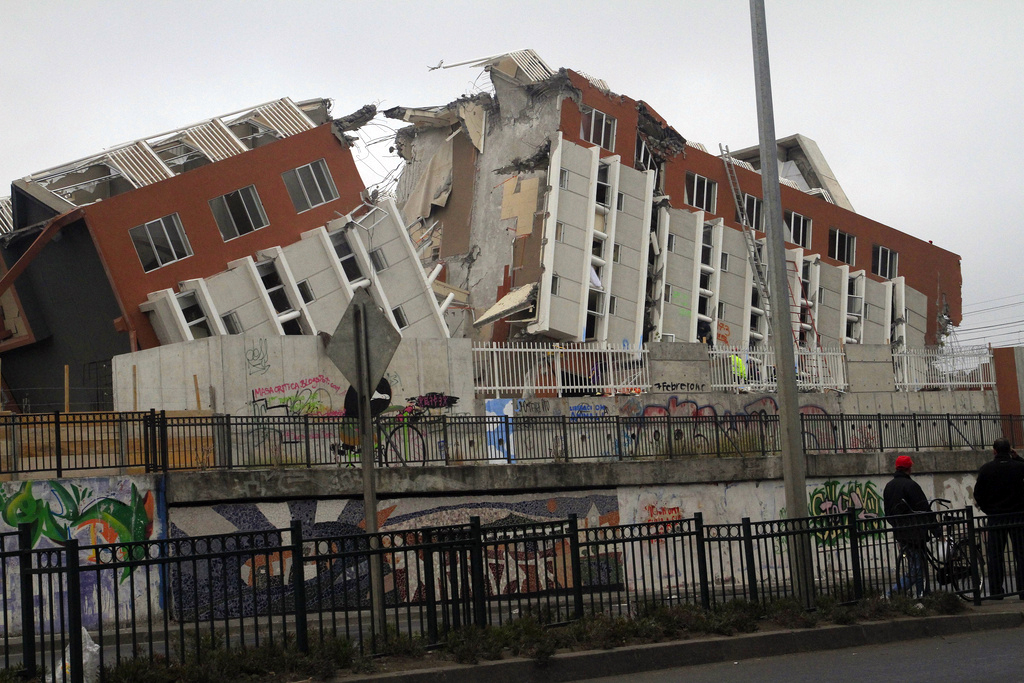
Il crollo di un edificio su una fondazione debole, Terremoto del Cile del 2010.

In termini molto semplificati, si tratta di comprendere come le onde sismiche si propagano attraverso il terreno e come vengono trasmesse alla struttura. Ovvero si tratta di progettare la struttura tenendo conto delle forze orizzontali indotte dalle onde sismiche, forze che possono essere anche decine di volte maggiori di quelle prodotte dal vento. Infatti le accelerazioni di piano (orizzontali), generalmente maggiori di quelle del terreno (PGA), registrate durante i terremoti possono raggiungere percentuali significative dell'accelerazione di gravità (anche superiori al 50%).
La finalità ingegneristica è di realizzare una soluzione costruttiva economica, che possa proteggere la costruzione dalla più probabile tipologia di sollecitazioni sismiche che prevedibilmente agiranno sulla struttura consentendo, nella migliore delle ipotesi, che l'opera rimanga indenne o che subisca danneggiamenti lievi, facilmente ripristinabili in seguito a una serie di riparazioni. La costruzione deve comunque essere in grado di non crollare mai anche in caso di terremoti violenti.

### Tecniche antisismiche convenzionali
Il criterio fondamentale delle costruzioni antisismiche è quello di realizzare opere che consentono di salvare sempre e comunque le vite umane, pur sacrificando l'indennità strutturale. In questo caso la struttura resistente dell'edificio, progettata con i criteri sottoelencati (unitamente a un'alta duttilità strutturale), potrà (e dovrà) anche deformarsi in maniera considerevole uscendo ampiamente dal campo elastico, con fessurazioni del cemento armato ampie e diffuse; l'opera potrà anche essere soggetta a crolli parziali, ma dovrà, comunque, sempre essere progettata per evitare, o almeno ritardare, il collasso totale, in modo da consentire la fuga di chi vi abita.
Si accetta questo tipo di compromesso poiché, con le tecniche antisismiche convenzionali, realizzare un edificio capace di resistere senza danni a terremoti violenti è quasi impossibile, oltre che economicamente insostenibile.
Si tratta di dosare il livello di sicurezza appropriato, in funzione della destinazione d'uso e del grado di pericolo prevedibile mediante metodi probabilistici.
Dopo aver ipotizzato un modello teorico su cui basare la progettazione, possono essere utilizzati vari metodi per minimizzare i danni, tra cui:
- adozione di nuclei di irrigidimento come setti, vani ascensore, vani scale, che tendono ad assorbire le azioni orizzontali essendo rigidamente collegati al resto della struttura. Le masse strutturali vanno distribuite con particolare accortezza e, in fase di progettazione, occorre provvedere ad attente verifiche.
- adozione del criterio della gerarchia delle resistenze: si studia la struttura in modo che le cerniere plastiche si formino nelle travi prima che nei pilastri (pilastro forte - trave debole) in modo tale che il meccanismo di collasso venga attivato dopo la formazione di moltissime cerniere plastiche;
- progettazione accurata dei nodi strutturali, cioè delle unioni fra travi e pilastri, con adeguate staffature;
- uso delle cosiddette catene per aumentare la resistenza della struttura (per gli edifici in pietra o in muratura);
- adozione di dissipatori elasto-plastici: dispositivi realizzati con materiali di "sacrificio" che vengono posti in posizioni soggette a elevate deformazioni, ad esempio nei giunti strutturali, attenuando i movimenti ed eventualmente arrivare a rottura, dissipando energia, pur di preservare l'integrità strutturale. Essi possono essere successivamente sostituiti.
- Fondazioni[3] scatolari su strati dissipativi o compensate tipo galleggianti

### Tecniche antisismiche basate sull'isolamento sismico
Negli ultimi decenni del XX secolo, e soprattutto dopo il terremoto di Kobe del 1995, l'ingegneria sismica ha visto affermarsi sempre più rapidamente una nuova strategia contro i terremoti mediante le tecniche dell'isolamento sismico.
Anziché concepire una struttura vincolata rigidamente al suolo che "resista", pur subendo seri danni, alle azioni trasmesse dal terremoto senza crollare (tecniche antisismiche convenzionali), la nuova strategia consiste nel progettare la struttura svincolata dalle vibrazioni del terreno analogamente a quanto si fa nel campo dell'ingegneria meccanica con le tecniche di isolamento delle vibrazioni dei motori.
Tale isolamento avviene mediante idonei apparecchi chiamati appunto isolatori sismici, generalmente realizzati in neoprene armato, che vengono frapposti tra le fondazioni e la soprastruttura e che risolvono "in radice" il problema sismico. Essi consentono di ridurre notevolmente il trasferimento delle sollecitazioni dalle fondazioni alla sovrastruttura. Grazie a essi, la fondazione (solidale al terreno) rimane libera di muoversi e vibrare, mentre la sovrastruttura si appoggia verticalmente alla fondazione, ma scivola orizzontalmente su di essa, non prendendo parte alla temibile vibrazione in orizzontale.
La superiorità antisismica delle strutture isolate rispetto a quelle a base fissa è motivata dal diverso periodo fondamentale di oscillazione. Infatti mentre le frequenze proprie delle strutture in cemento armato a base fissa (per esempio le strutture a telaio dai 3 ai 10 piani fuori terra hanno periodi fondamentali approssimativamente compresi tra 0,3 e 1,0 s) vanno proprio a coincidere con la maggior parte delle frequenze dei terremoti, e quindi si verifica il fenomeno della risonanza in campo elastico con effetti amplificativi di accelerazioni, velocità e spostamenti orizzontali, mediante l'isolamento sismico si riesce a progettare la struttura isolata con una frequenza propria molto più bassa di quella dei terremoti attesi (il periodo fondamentale della struttura isolata aumenta oltre i 2,0 - 2,5 s). Con questa tecnica o strategia si disaccoppia il moto del terreno dal moto dell'edificio (che tende a rimanere fermo).
La protezione sismica così concepita è totale in quanto si riducono notevolmente le forze orizzontali di natura dinamica trasmesse dal terremoto all'edificio, il quale non subisce alcun danno perché la sua struttura resistente rimane sempre nel campo elastico.
A differenza delle tecniche convenzionali, l'isolamento sismico ha il vantaggio di preservare la struttura (e ciò che contiene) dal terremoto vero e proprio, e non solo dai suoi effetti. Risulta quindi molto utile per proteggere locali in cui sono ospitate persone o cose sensibili alle sollecitazioni (pazienti, bambini, materiali delicati, opere d'arte, animali...).

### Tecniche antisismiche ancora in fase di ricerca (controllo attivo o semi-attivo)
Oltre alle tecniche antisismiche convenzionali e a quelle basate sull'isolamento sismico (controllo passivo) sono in fase di ricerca le tecniche basate sul controllo attivo e semi-attivo (si parla in questi casi anche di strutture intelligenti). Semplificando molto, esse consistono nel monitorare con dei sensori, in tempo reale, la struttura durante il sisma e quindi intervenire, sempre in tempo reale, con delle forze attive finalizzate, o a modificare le caratteristiche di rigidezza della struttura (rendendola più flessibile), o a contrastare le forze d'inerzia indotte dal sisma. Si tratta di tecniche analoghe a quelle che nell'ingegneria meccanica hanno portato ai sistemi di controllo attivo della sicurezza delle automobili: ABS, ASR, ESP, così pure come i sistemi di controllo ampiamente utilizzati anche nell'ingegneria aerospaziale.